# Parietaria laxiflora
Parietaria laxiflora är en nässelväxtart som beskrevs av Adolf Engler. Parietaria laxiflora ingår i släktet väggörter, och familjen nässelväxter. Inga underarter finns listade i Catalogue of Life.